# Canon flottant
 (janvier 2020).
 (janvier 2020).

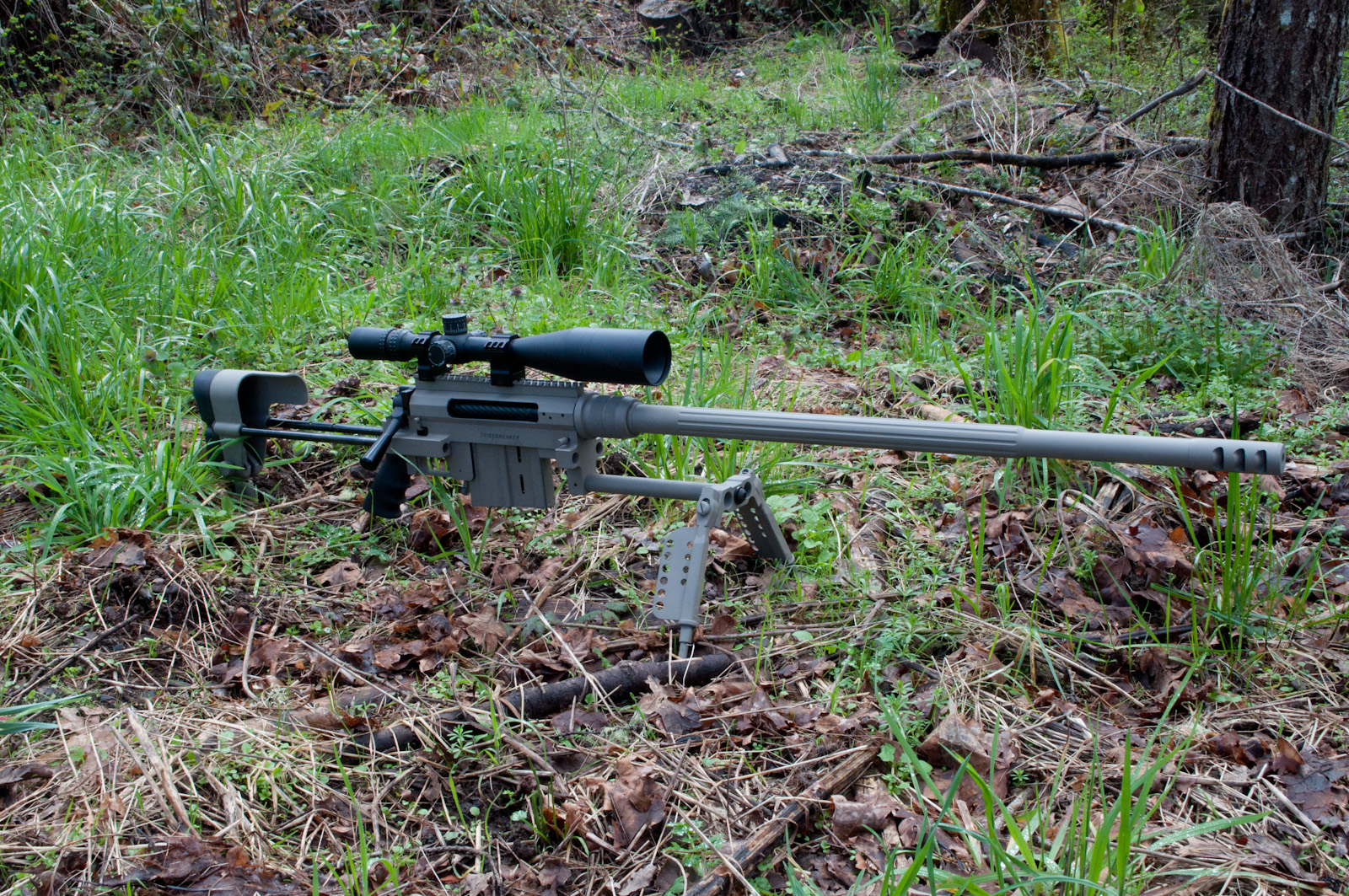
Fusil de précision CheyTac .408.

Un canon flottant est une technologie de conception spécifique utilisée dans les fusils de précision, comme les fusils destinés aux tireurs de précision ou à la compétition, et qui a pour but augmenter la précision de l'arme. 
Avec des fusils conventionnels, le canon est en contact avec l'avant du corps de l'arme. Si celui-ci est fabriqué à partir de bois (fusils de chasse par exemple), les conditions environnementales ou l'utilisation opérationnelle peuvent déformer le bois, ce qui peut entraîner un léger décalage du canon dans le temps, modifiant la balistique du projectile et le point d'impact. Le contact entre le canon et le corps interfère également avec la fréquence propre du canon, ce qui peut avoir un effet néfaste sur la précision, en particulier lorsque le canon devient chaud après des tirs répétés. L'interférence du corps avec les harmoniques d'oscillation du canon lorsque la balle passe peut faire vibrer le canon de manière irrégulière d'un coup sur l'autre, en fonction des forces externes agissant sur le corps au moment du tir (bipied par exemple). Les micro-vibrations agissant lors du passage de la balle entraînent des différences de trajectoire lorsque la balle sort du canon, ce qui modifie le point d'impact final. 
Un canon flottant est une architecture dans lequel le canon et le corps de l'arme sont agencés de manière à ne se toucher à aucun moment le long du canon. Le canon est attaché à son receveur, qui est attaché à la crosse, mais le canon « flotte librement » sans entrer en contact avec d'autres pièces du fusil (à l'exception du guidon, qui est souvent monté sur le canon de manière à garder un alignement correct). Cela permet aux vibrations de se produire à la fréquence naturelle de manière cohérente et uniforme. 
Les alternatives incluent également l'utilisation d'un corps fabriqué à partir de matériaux composites qui ne se déforment pas autant sous les changements de température ou d'humidité, ou avec un corps de bois utilisant une zone de contact en fibre de verre. Les crosses qui entrent en contact avec le canon sont toujours populaires pour de nombreuses armes utilitaires, bien que la plupart des conceptions de fusils de précision aient largement adopté des canons flottants.